# BMX-Rennsport-Weltmeisterschaften 2021

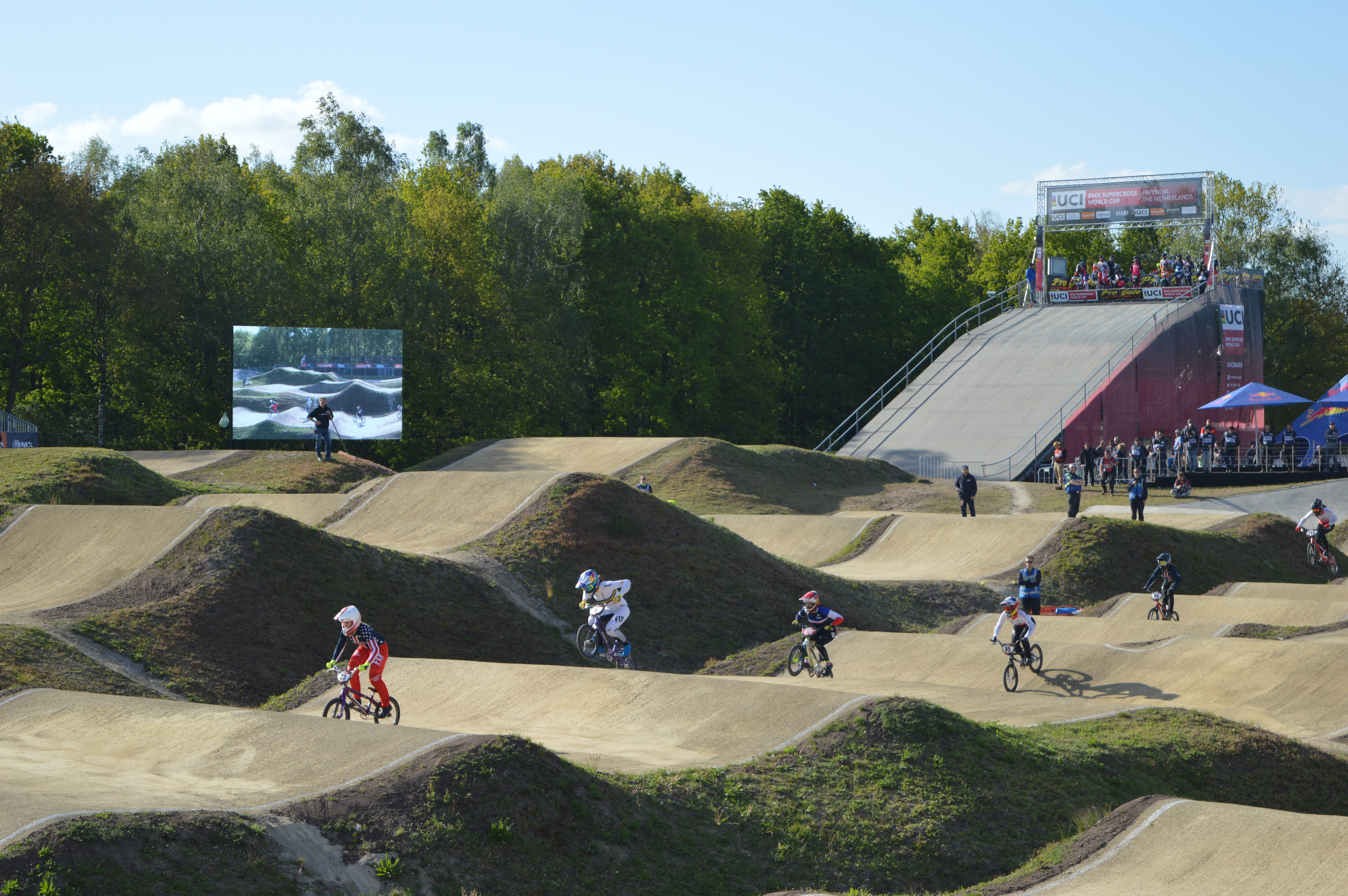
Die BMX-Rennstrecke von Papendal (hier beim Weltcup 2019)

Die BMX-Rennsport-Weltmeisterschaften 2021 fanden am 22. August im niederländischen Sportzentrum Papendal statt. Sie waren die ersten Welttitelkämpfe an diesem Ort, an dem seit 2011 jedes Jahr ein BMX-Weltcup-Rennen stattgefunden hatte. 2020 waren die Weltmeisterschaften während der Corona-Pandemie ausgefallen.

## Programm
Der Termin der Weltmeisterschaften lag drei Wochen nach den olympischen Wettkämpfen von Tokio. Die Ausrichtung der Weltmeisterschaften stand wegen der anhaltenden Pandemie lange Zeit in Zweifel. Erst wenige Wochen vor dem Termin wurde die Veranstaltung genehmigt, aber mit reduziertem Programm. Die BMX Racing World Challenge für Amateure, die die Weltmeisterschaften sonst begleitet hatte, entfiel. Am 20. und 21. August fand das offizielle Training statt, das Wettbewerbsprogramm inklusive Qualifikation wurde vollständig am 22. August durchgezogen. Die russischen Athleten traten unter der Bezeichnung Russian Cycling Federation (RCF) an.

## Ergebnisse

### Frauen Elite
Es gab 38 Fahrerinnen aus 16 Nationen. Im Finale gerieten Alise Willoughby, Zoé Claessens und Felicia Stancil in der ersten Kurve aneinander und stürzten, auch Lauren Reynolds wurde behindert. Die bereits in Führung liegende Olympiasiegerin Beth Shriever fuhr den Rest des Rennens unbehelligt ins Ziel.
| Platz | Name             | Zeit (s)   |
| ----- | ---------------- | ---------- |
| 1     | Beth Shriever    | 35,110     |
| 2     | Judy Baauw       | + 1,265    |
| 3     | Laura Smulders   | + 1,358    |
| 4     | Mariana Pajón    | + 2,205    |
| 5     | Lauren Reynolds  | + 13,946   |
| 6     | Alise Willoughby | + 1:02,012 |
| 7     | Felicia Stancil  | + 1:29,122 |
| 8     | Zoé Claessens    | DNF        |

### Männer Elite
Es gab 73 Starter aus 26 Nationen. Wie auch bei den Frauen bestätigten sich die Resultate der Olympischen Spiele, Niek Kimmann gewann den Titel.
| Platz | Name             | Zeit (s) |
| ----- | ---------------- | -------- |
| 1     | Niek Kimmann     | 34,337   |
| 2     | Sylvain André    | + 0,163  |
| 3     | David Graf       | + 0,515  |
| 4     | Simon Marquart   | + 0,761  |
| 5     | Arthur Pilard    | + 1,218  |
| 6     | Mitchel Schotman | + 1,762  |
| 7     | Izaac Kennedy    | + 1,799  |
| 8     | Cameron Wood     | + 2,171  |

### Juniorinnen
Es gab 26 Fahrerinnen aus 19 Nationen.
| Platz | Name                | Zeit (s) |
| ----- | ------------------- | -------- |
| 1     | Mariane Beltrando   | 36,230   |
| 2     | Teigen Pascual      | + 0,725  |
| 3     | Michelle Wissing    | + 1,037  |
| 4     | Robyn Gommers       | + 1,264  |
| 5     | Léa Brindjonc       | + 1,650  |
| 6     | Francesca Cingolani | + 2,189  |
| 7     | Thalya Burford      | + 2,273  |
| 8     | Aiko Gommers        | + 4,517  |

### Junioren
Es gab 53 Fahrer aus 25 Nationen.
| Platz | Name             | Zeit (s)   |
| ----- | ---------------- | ---------- |
| 1     | Marco Radaelli   | 36,883     |
| 2     | Louison Rousseau | + 0,160    |
| 3     | Drew Polk        | + 0,775    |
| 4     | Matteo Tugnolo   | + 1,159    |
| 5     | Mathis Carlier   | + 1,249    |
| 6     | Rico Bearman     | + 36,465   |
| 7     | Pierre Geisse    | + 1:07,288 |
| 8     | Einar Lindberg   | + 1:07,414 |

## Medaillenspiegel
| Platz  | Land               | Gold | Silber | Bronze | Gesamt |
| ------ | ------------------ | ---- | ------ | ------ | ------ |
| 1      | Frankreich         | 1    | 2      | 0      | 3      |
| 2      | Niederlande        | 1    | 1      | 2      | 4      |
| 3      | Großbritannien     | 1    | 0      | 0      | 1      |
| 3      | Italien            | 1    | 0      | 0      | 1      |
| 5      | Kanada             | 0    | 1      | 0      | 1      |
| 6      | Schweiz            | 0    | 0      | 1      | 1      |
| 6      | Vereinigte Staaten | 0    | 0      | 1      | 1      |
| Gesamt | Gesamt             | 4    | 4      | 4      | 12     |